# ガストン郡 (ノースカロライナ州)
ガストン郡（英: Gaston County）は、アメリカ合衆国ノースカロライナ州にある郡である。シャーロットのすぐ西、ピードモント台地の南部に位置している。人口は22万7943人（2020年）。郡庁所在地はガストニアであり、同郡で人口最大の都市である。シャーロット・ガストニア・コンコード都市圏に含まれる。1846年から1911年まで郡庁所在地はダラス町だった。
ノースカロライナ州の100郡の中で、ガストン郡の広さは約364.5平方マイル (944 km2) で第74位だが、人口では第7位である。郡内には法人化された町が15ある。

## 歴史
ガストン郡となった地域の初期ヨーロッパ人開拓者は主にスコットランド・アイルランド系、ペンシルベニア・ダッチ、イングランド人だった。1750年代、オランダ人開拓者のジェイムズ・カイケンドール達がカトーバ川とサウスフォーク川の合流点に砦を建設した。この砦はチェロキー族インディアンから続いていた敵対関係の故に建設されたが、実際に攻撃されることは無かった。開拓者とインディアン住民（主にカトーバ族）との緊張関係は、1772年にノースカロライナとサウスカロライナの境界紛争が決着し、その後カトーバ族の大半がフォートミルに近いインディアン居留地に入ったことでかなり緩和された。
初期の農場の大半は小規模であり、主にイングランド人を先祖に持つ白人自作農が耕作した。植民地政策で特許土地の大きさを制限しており、ガストン郡における農場は約400エーカー (1.6 km2) であることが多かった。最初期の特許は1750年9月29日に地元民兵隊の指揮官サミュエル・コブリン大佐に与えられたものだった。
1845年から1848年、郡内で工業ブームが起きた。この3年間で、郡初の綿糸工場3つが設立された。最初のものは現在のデューク・エナジーのマウンテンアイランド・ダムと水力発電所近く、マウンテンアイランドにトマス・R・テイトが設立したというのが定説である。別の説ではマッカデンビル近く、サウスフォーク川沿いにラインバーガーズ達が設立したとしている。最初の3つの工場の中に、ベルモントの南サウスポイントの町でジャスパー・ストウとその仲間が設立したストウズビル・ミルがあったことでは諸説一致している。現在でも紡織機の数や消費した綿花樽の数では国内でも有数のものとなっている。

## 地理
アメリカ合衆国国勢調査局に拠れば、郡域全面積は364平方マイル (942.8 km2)であり、このうち陸地356平方マイル (922.0 km2)、水域は7平方マイル (18.1 km2)で水域率は2.02%である。ピードモント台地地形地域の南部にある。
ガストン郡の大半はカトーバ川流域にあり、郡西側境界に沿った小部分のみがブロード川流域にある。カトーバ川もブロード川もより大きなサンティ川盆地にある。カトーバ川が郡東側境界となり、郡中央部はその支流であるサウスフォーク・カトーバ川の流域である。ガストン郡はピードモント台地にあり、穏やかにうねる地形が、丘陵、川、渓谷、また低く孤立した山の尾根で分けられている。最高地点はガストニアから800フィート (240 m) 以上急上昇する岩の残丘であるキングス・ピナクルである。その標高は1,690フィート (520 m) であり、クラウダーズ山州立公園に属している。

### 郡区

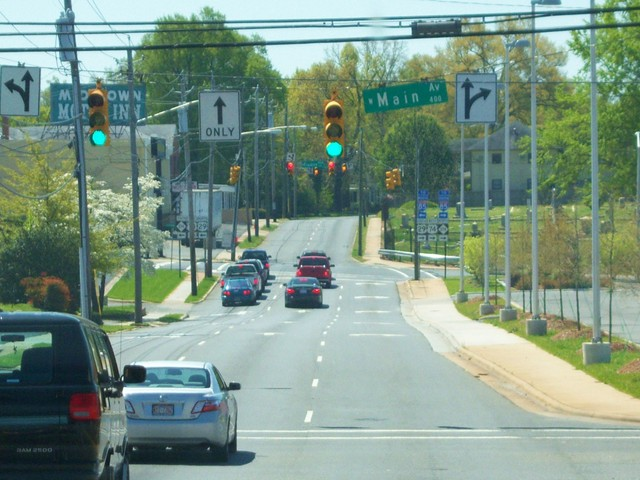
ガストニア市中心街を通る国道321号線

ガストン郡は下記6つの郡区に分割され、管理目的に利用されている。
- チェリービル郡区
- クラウダーズマウンテン郡区
- サラス郡区
- ガストニア郡区
- リバーベンド郡区
- サウスポイント郡区

### 交通

#### 主要高規格道路
- 州間高速道路85号線
- アメリカ国道29号線
- アメリカ国道74号線
- アメリカ国道321号線
- ノースカロライナ州道7号線
- ノースカロライナ州道16号線
- ノースカロライナ州道27号線
- ノースカロライナ州道150号線
- ノースカロライナ州道216号線
- ノースカロライナ州道273号線
- ノースカロライナ州道274号線
- ノースカロライナ州道275号線
- ノースカロライナ州道279号線

#### 鉄道
ガストン郡にはアムトラックが通っており、ガストニア駅がある。貨物鉄道はノーフォーク・サザン鉄道、CSXトランスポーテーション、パトリオット鉄道が運行している。
ノーフォーク・サザン鉄道の本線は郡を東西に横切り、キングスマウンテン、ガストニア、ベルモントを通っている。ガストニアから支線が北のダラスとハイショールズ、南のクラウダーズに出ている。
CSXトランスポーテーションの路線は郡の北西隅と北東隅を通っている。北西部ではリンカーントンとシェルビーを結ぶ線がチェリービルを通っている。北東部ではリンカーントンとシャーロットを結ぶ線がスタンリーとマウントホリーを通っている。
パトリオット鉄道はノースカロライナ州が所有するガストニアとマウントホリー間の路線を運行し、ベルモントに伸びる支線もある。

#### 空港
シャーロット・ダグラス国際空港が旅客便のある主要空港である。カトーバ川の対岸、メクレンバーグ郡のシャーロット市内にある。
ガストニア市はガストニア市民空港を所有運営しており、アスファルト舗装、長さ3,779フィート (1,150 m) の単一滑走路がある一般用途空港である。

### 隣接する郡
- リンカーン郡 - 北
- メクレンバーグ郡 - 東
- ヨーク郡 - 南
- クリーブランド郡 - 西

## 人口動態
以下は2000年国勢調査による人口統計データである。
| 基礎データ - 人口: 190,365人 - 世帯数: 73,936 世帯 - 家族数: 53,307 家族 - 人口密度: 206人/km2534人/mi2） - 住居数: 78,842軒 - 住居密度: 85軒/km2（221軒/mi2） 人種別人口構成 - 白人: 83% - アフリカン・アメリカン: 13.9% - ネイティブ・アメリカン: 0.3% - アジア人: 1% - 太平洋諸島系: 0% - その他の人種: 0.3% - 混血: 1% - ヒスパニック・ラテン系: 3.00% | 年齢別人口構成 - 15歳未満: 20.7% - 15-24歳: 12.1% - 25-44歳: 31.0% - 45-64歳: 23.5% - 65歳以上: 12.6% - 年齢の中央値: 37歳 - 性比（女性100人あたり男性の人口） - 総人口: 93.7 収入と家計 - 収入の中央値 - 世帯: 39,482米ドル - 家族: 46,271米ドル - 性別 - 男性: 33,542米ドル - 女性: 23,876米ドル - 人口1人あたり収入: 19,225米ドル - 貧困線以下 - 対人口: 10.9% - 対家族数: 8.3% - 18歳未満: 14.5% - 65歳以上: 11.1% |

## 郡政府
ガストン郡は7人の委員による郡政委員会が統治している。委員のうち2人はガストン郡区から、他の5人は5つの郡区から各1人が選出されている。選挙は党派をもとに行われ、任期は4年間である。候補者はその郡区に住んでいることが要求される。しかし、投票は郡全体を対象に行われる。
保安官、地区検察官、上級裁判所事務官、土地登記官も郡全体を対象に党派選挙で選ばれている。投票区は46に分割されている。
郡の運営は常勤専門職の郡マネジャーが行う。ガストン郡は地域のセントラニナ自治体委員会のメンバーである。

### 裁判所
ノースカロライナ州は州全体にわたり、州が運営する一般裁判所と呼ぶ統一司法体系を採用している。上訴裁判所、上級裁判所、地区裁判所の3つの区分がある。ガストン郡には少額請求裁判所もある。
少額請求裁判所は原告が1人の治安判事を指定し、争われる金額が5,000米ドル以下の民事事件を扱う。陪審員はおらず、通常は弁護士もいない。少額請求で敗訴した者は、地区裁判所で判事と陪審員のいる裁判に控訴できる。治安判事は、上級裁判所事務官の候補指定に基づき、上級裁判所上位判事が2年間の任期で指名する。

## 都市と町

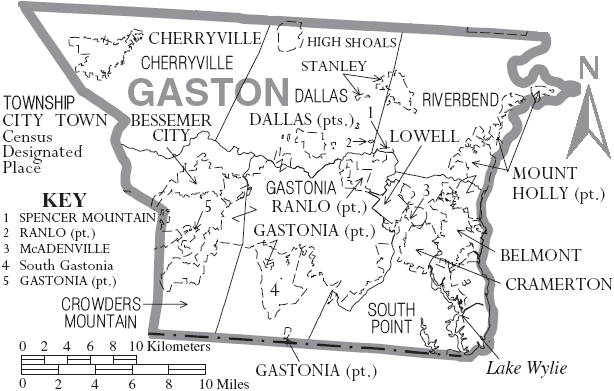
ガストン郡の自治体と郡区

| - ベルモント - ベッセマーシティ - チェリービル - クラマートン - ダラス - デルビュー - ガストニア - 郡庁所在地 - ハイショールズ | - キングスマウンテン（小部分） - ローウェル - マカデンビル - マウントホリー - ランロー - スペンサーマウンテン - スタンリー |

### 未編入の町
| - アレクシス - アシュブルックパーク - ブラウンタウン - クラウダーズ | - ハーディンズ - ルシア - マウンテンアイランド - サウスガストニア（国勢調査指定地域） | - スプリングデール - トライアン - 元トライアン郡郡庁舎があった場所近く |

## 教育

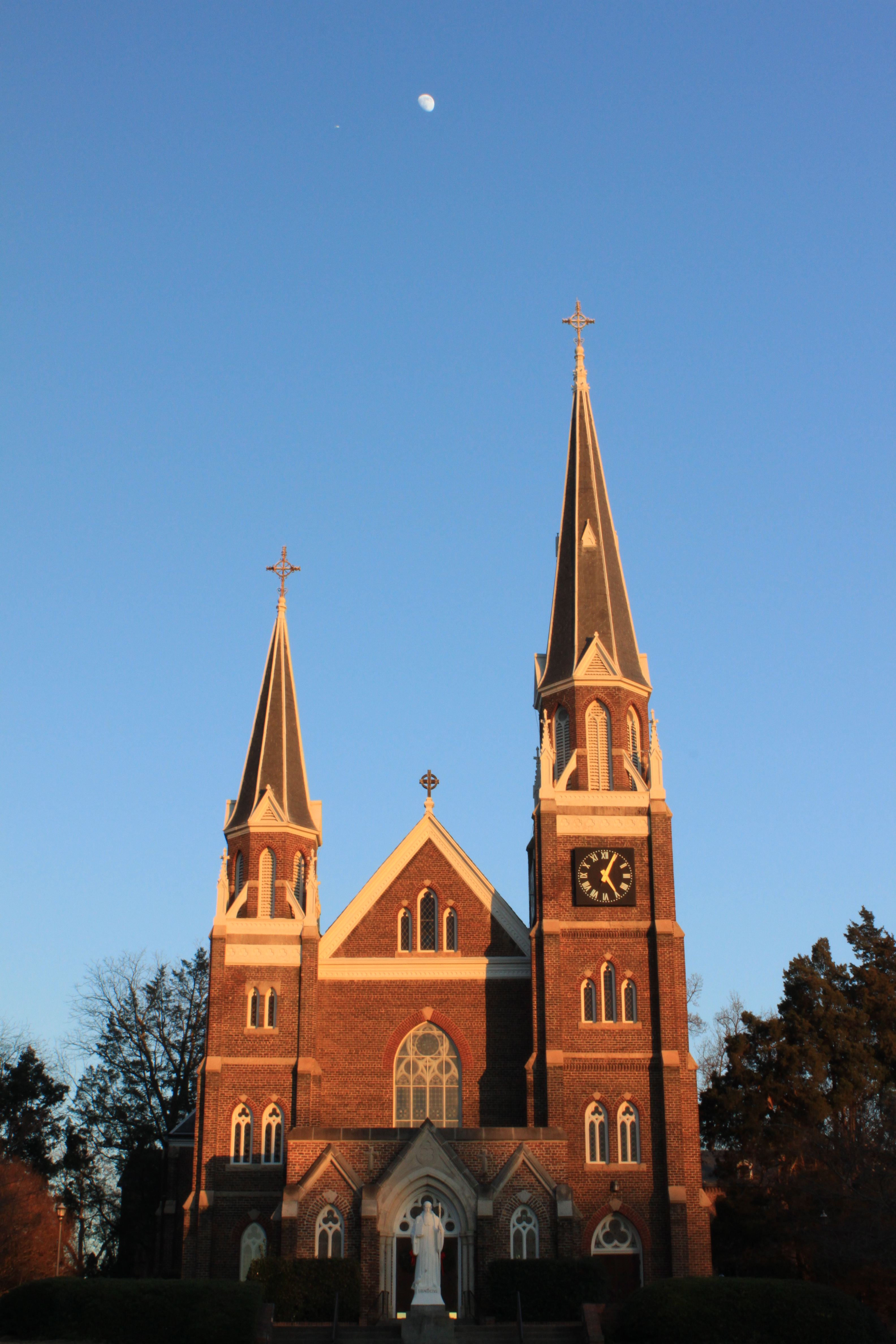
ベルモント修道院

郡内の公共教育はガストン郡教育学区が管轄している。この学区は9人の委員によるガストン郡教育委員会が管理し、委員会が学校運営の政策を立案し、指針を定める。委員は郡全体を対象に党派選挙で選ばれている。7人が6つの郡区から、2人が郡全体を選挙区に選出される。学区内には高校9校、中学校11校、小学校32校、オールターナティブスクール1校、特殊学校1校の合計54の学校がある。特殊学校は3歳から22歳までの中庸から重い障害のある者を教えている。
郡内には3つのチャータースクールがある。ハイランド・チャーター、ガストニアのピードモント・コミュニティ・チャーター、マウントホリーのマウンテンアイランド・チャーターの各学校である。
ダラスにはコミュニティカレッジのガストン・カレッジがあり、准学士号、資格取得、学位記取得プログラムを提供している。ベルモントにはローマ・カトリック教会の教養系カレッジであるベルモント・アビー・カレッジがある。

## 自然遺産

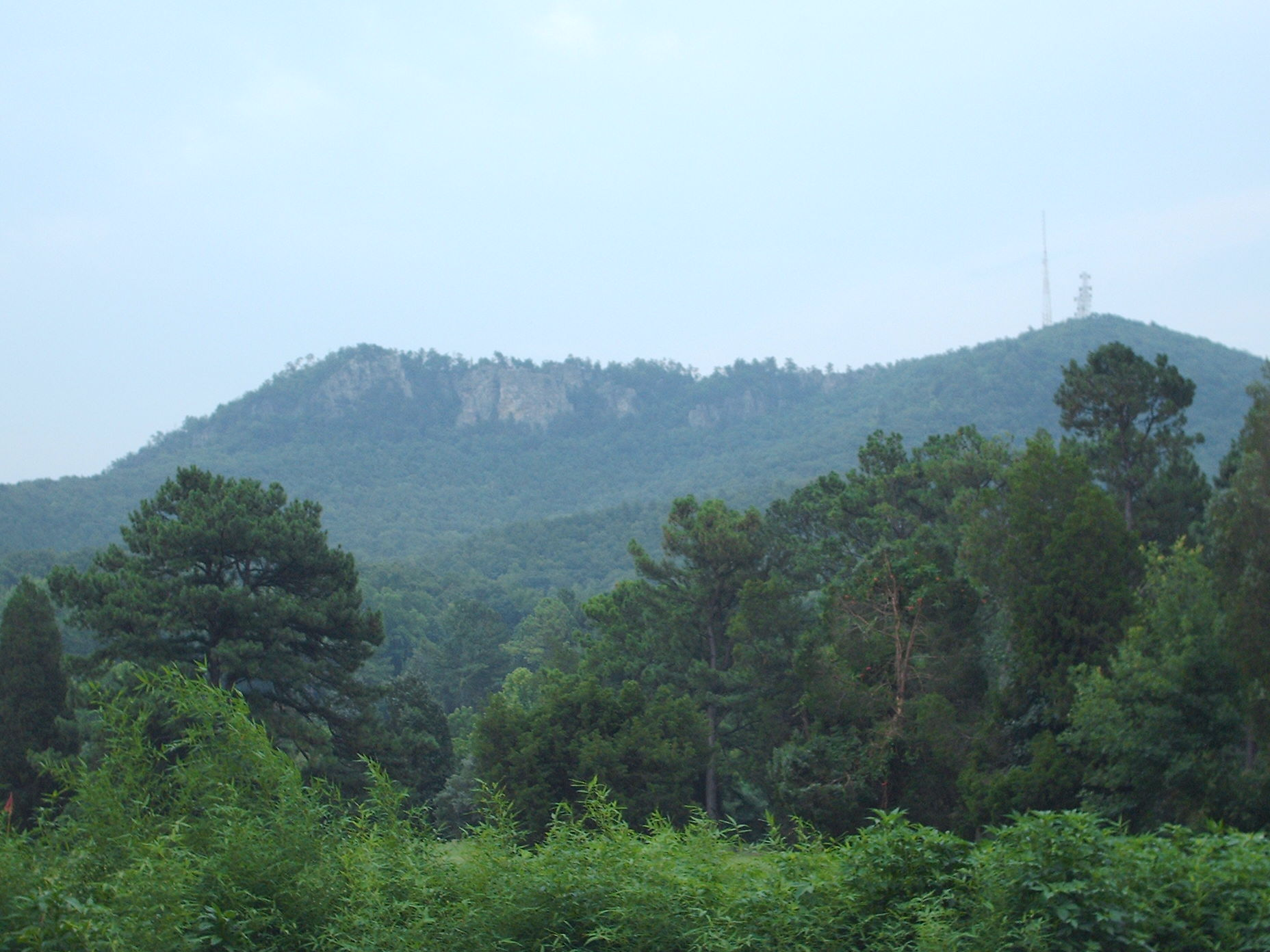
クラウダーズ山

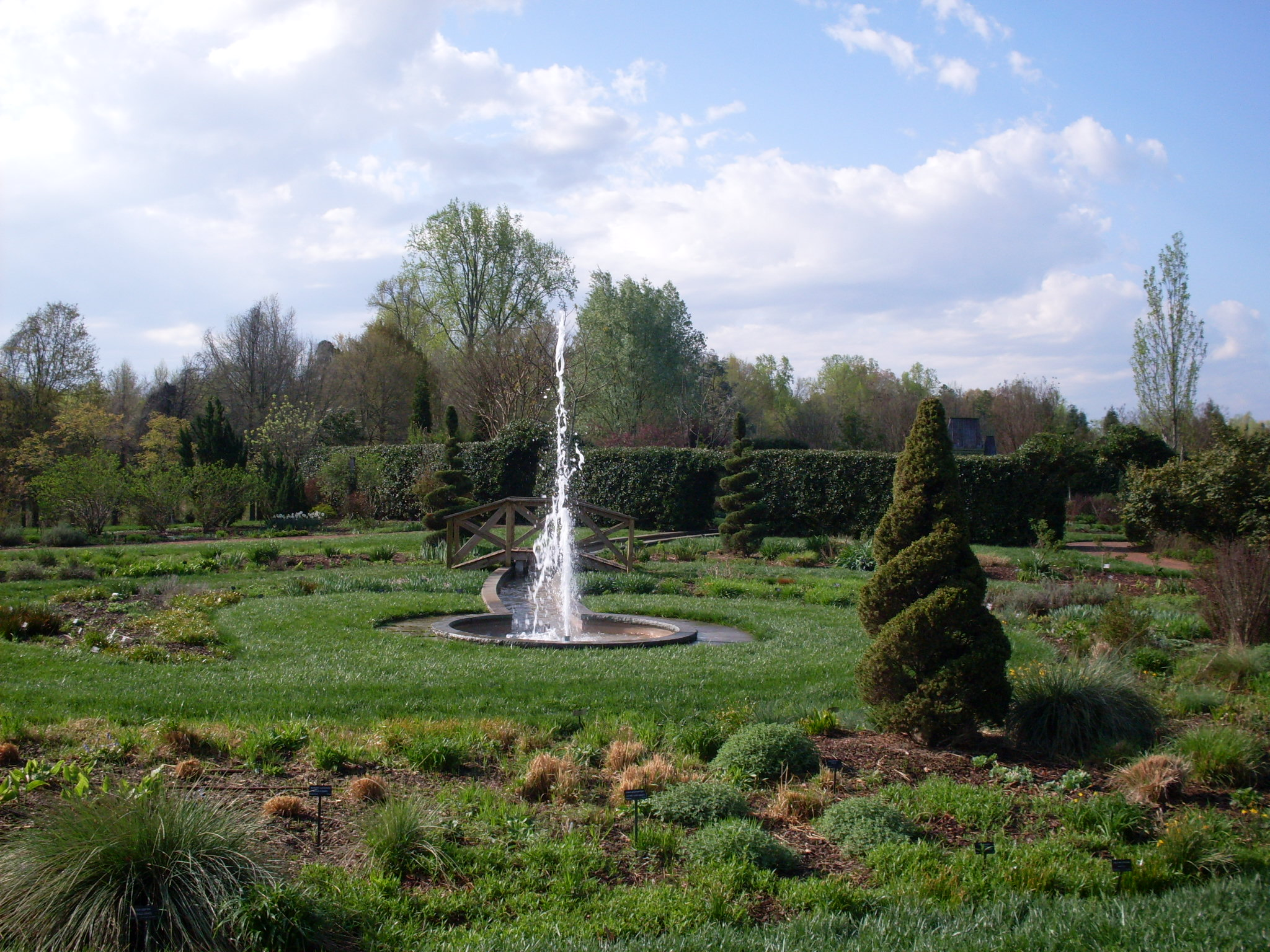
ダニエル・ストウ植物庭園

郡内には多くの重要な自然遺産がちりばめられている。南西隅のクラウダーズ山から、スタンリーの東の地、サウスフォーク・カトーバ川の河口まで様々である。
州あるいは地域で重要とされる12か所の自然遺産がある。このうち6か所はビッグリーフ・マグノリア（Magnolia macrophylla）が自生することで指定されている。この木は温帯では最大の葉をつけ、最大級の花を咲かせる。ノースカロライナ州でビッグリーフ・マグノリアが自生する場所29か所のうち、29か所がガストン郡内にある。
2か所はミューレンバーグイシガメ（Glyptemys muhlenbergii）が生息することで重要である。ミューレンバーグイシガメはガストン郡に生息する希少種である。
クラウダーズ山州立公園は郡内最大の自然遺産である。広さは3,000エーカー (12 km2) 以上あり、植物も動物も多様な土地である。ここで記録された動物の中には他では記録されていないものもある。ピナクル道路もこの公園に組み込まれた。その尾根に沿ったドセイヨウネズ（Juniperus communis）の群落があることで重要である。
駅馬車道は郡内最大かつ保存状態の良い花崗岩が露出する場所にある。その薄い土壌にはヒッコリーが生え、他にもタリナム（Talinum teretifolium）、ダイアモルファ・スマリイ（Diamorpha smallii）、オトギリソウ属（Hypericum gentianoides）などこの種の生息域でのみ見られる小さな種が幾つかある。農場にはブナノキ、キイロポプラ、オーク、カエデなどの古い森があり、木の幹の直径が3フィート (90 cm) 近いものもある。
他に25か所が地方レベルの重要性で指定されている。このうち2か所には大変希少な植物がある。ダニエル・ストウ植物庭園に近いカトーバ・コーブには、連邦政府が絶滅危惧種に指定するシュヴァイニッツ・ヒマワリ（Helianthus schweinizii）が自生している。ベルモントに近いアームストロング・フォードは、マグノリア・バイン（Schisandra glabra）が見られることでは州西部で唯一（州内でも2か所）の場所である。

## 見どころ
ドイツ系アメリカ人が建設したピーター・ホイル邸は郡内に残っている建築物では最古のものである。サウスフォーク・カトーバ川の上流、ダラス・スタンリー・ハイウェイ沿いにあり、1760年頃の建築で、アメリカ合衆国国家歴史登録財に指定されている。
ダニエル・ストウ植物庭園は広さが110エーカー (0.45 km2) あり、サウスポイント地域、サウスニューホープ道路沿いにある。
ガストン郡博物館はダラスの町にある。
シール自然史博物館はガストニアにある科学博物館とプラネタリウムであり、常設および巡回展示を行っている。
クラウダーズ山州立公園は猛禽類や高さ150フィート (45 m) の切り立った崖で知られる。郡内最高地点であるクラウダーズ山からは20マイル (32 km) 以上の視界が望める。
U.S.国立急流センターは世界的な規模のレクリエーションと訓練の施設である。景観のよいカトーバ川沿いに広さ300エーカー (1.2 km2) の森にあり、クライミングセンター、マウンテンバイク道、ランニング道など多目的の施設がある。
クリスマスの町であるマカデンビルは、毎年12月に数十万個の点滅する明かりが灯され、この小さな工場町を見事な休暇の展示物に変える。観光客はクリスマスの景観と音に包まれてメインストリートを逍遥する。
郡中央にあるスペンサーマウンテンは、昔のWBTVテレビの送信塔がある場所である。1949年に送信を開始し、州内で初の商業テレビ放送が行われた。この塔は現在も山頂にあるが、主要な送信塔としては使われていない。現在はNOAA気象放送ラジオが利用している。